# Straufhain

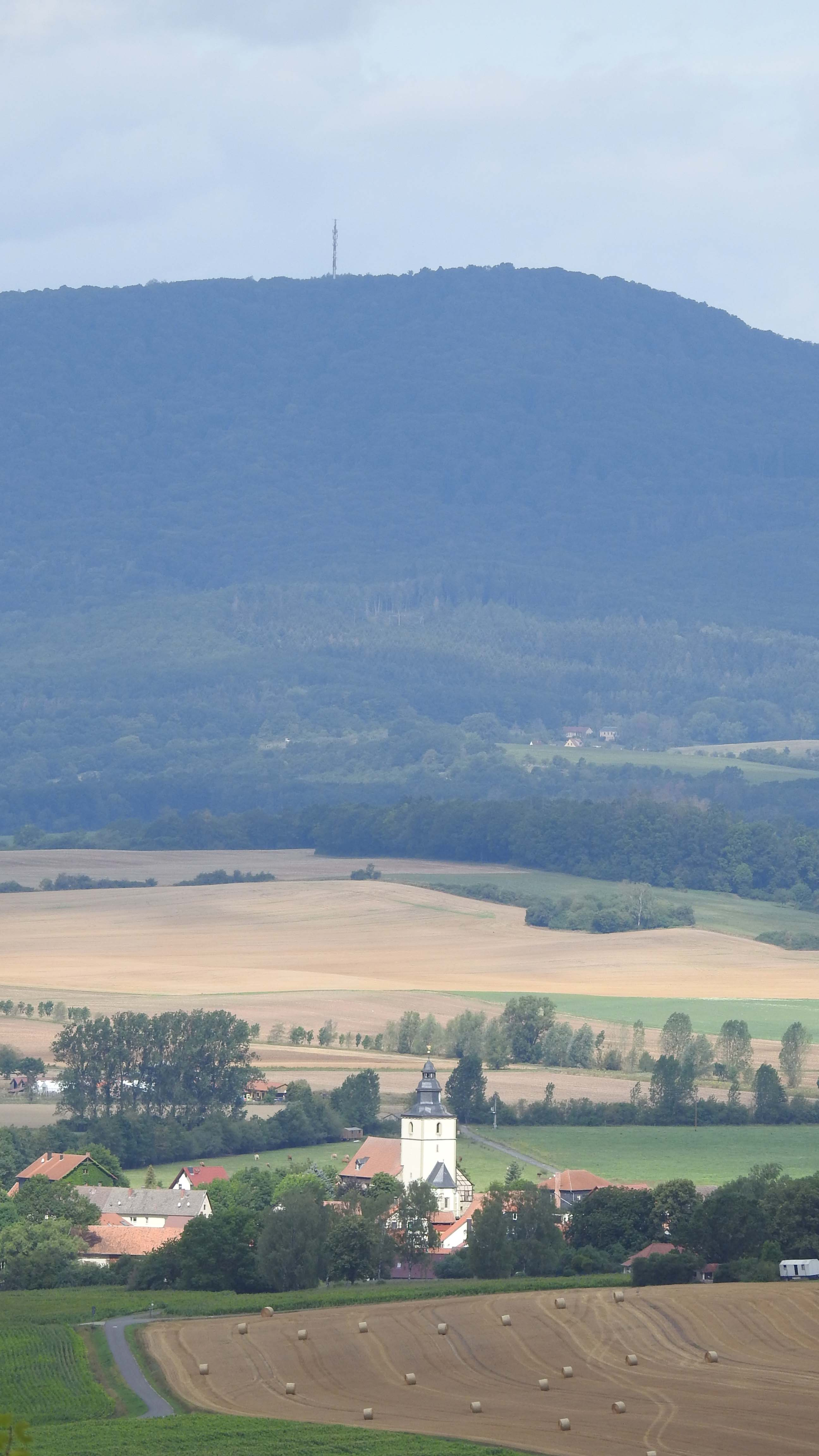
Streufdorf vor dem Großen Gleichberg

Straufhain ist eine Gemeinde im Landkreis Hildburghausen im fränkisch geprägten Süden von Thüringen an der Grenze zu Bayern (Oberfranken, Landkreis Coburg). 

## Geografie

### Gemeindegliederung

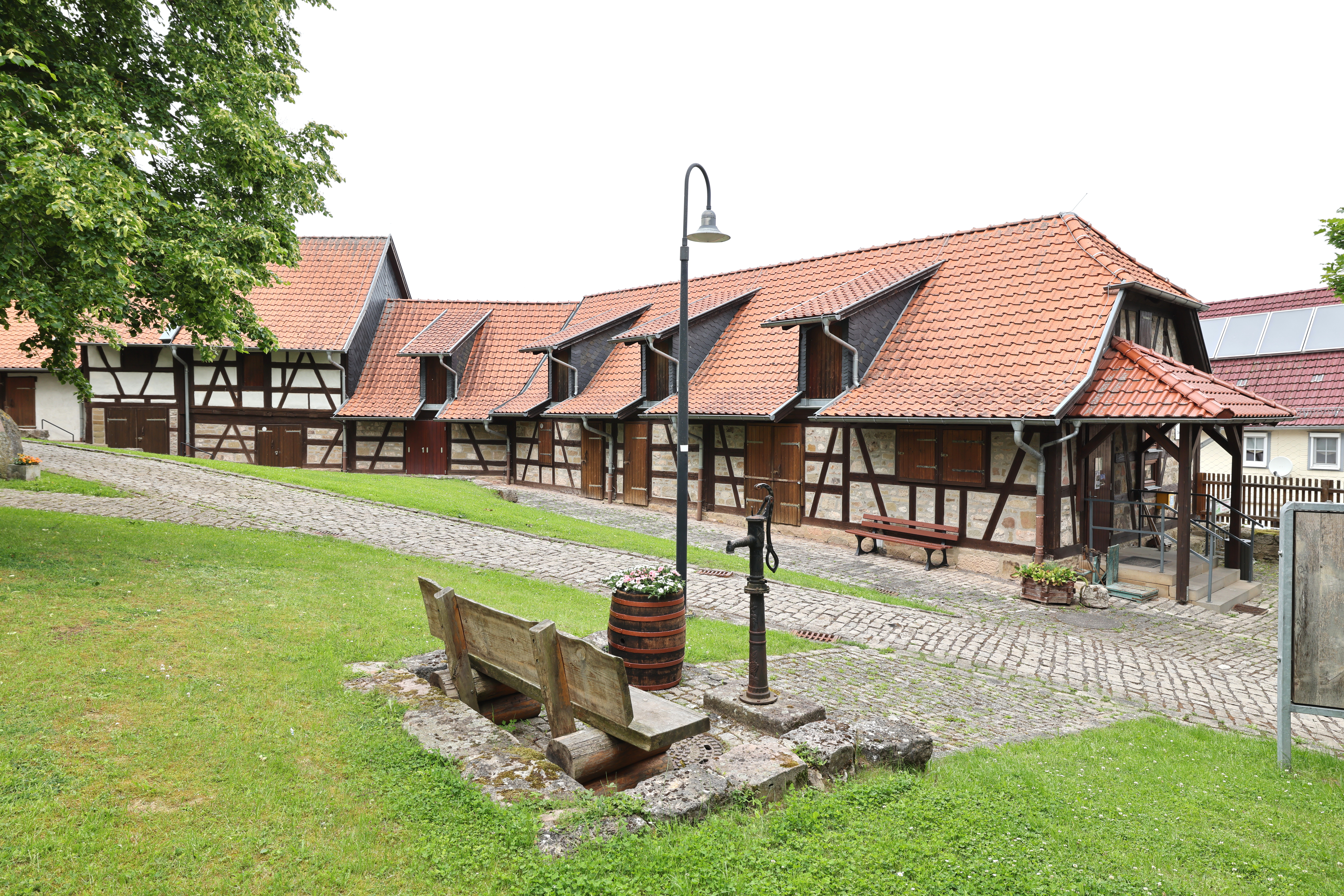
Zweiländermuseum in Streufdorf

Ortsteile der Gemeinde sind:
| - Adelhausen - Eishausen - Linden | - Massenhausen - Seidingstadt - Sophienthal | - Steinfeld - Stressenhausen - Streufdorf |

## Geschichte
siehe auch: Burgruine Straufhain
Der freiwillige Zusammenschluss der Gemeinden zur Einheitsgemeinde Straufhain erfolgte 1993. Die Gemeinde Linden trat am 1. Januar 1996 der Einheitsgemeinde bei. Die Gemeindeverwaltung hat ihren Sitz in Streufdorf. Seit 31. Dezember 2013 gehört es der Verwaltungsgemeinschaft Heldburger Unterland an.
Im Gebiet von Straufhain gab es 1614–1679 in den Ortsteilen Linden, Seidingstadt, Steinfeld, Stressenhausen und Streufdorf 45 Hexenprozesse.

## Religion
Das lutherische Pfarramt Streufdorf-Stressenhausen der Evangelischen Kirche in Mitteldeutschland betreut die Kirchen in Adelhausen, Eishausen, Seidingstadt, Stressenhausen und Streufdorf. Die Kirche in Linden gehört zum lutherischen Pfarramt Gleichamberg.

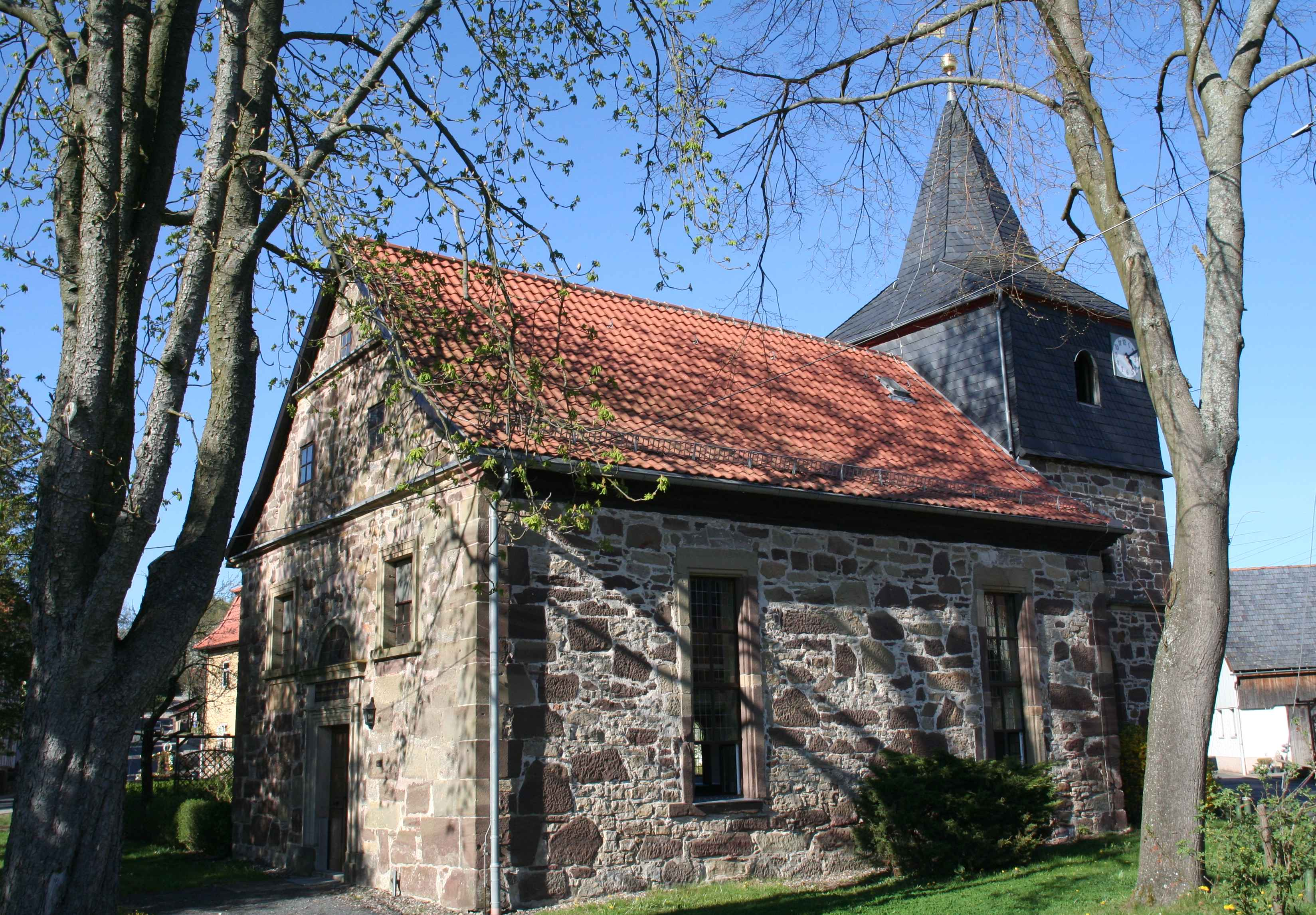
Adelhausen
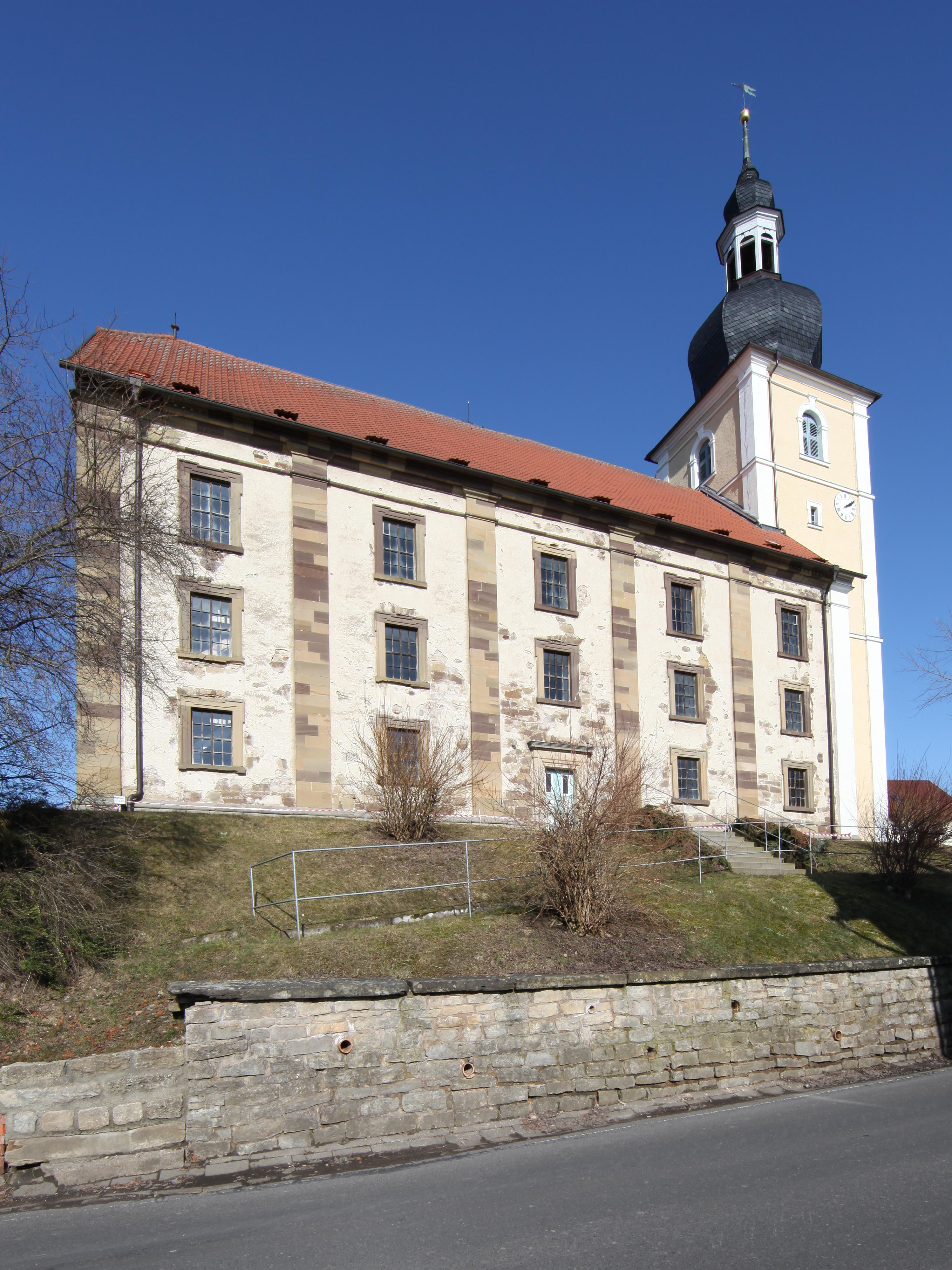
Eishausen
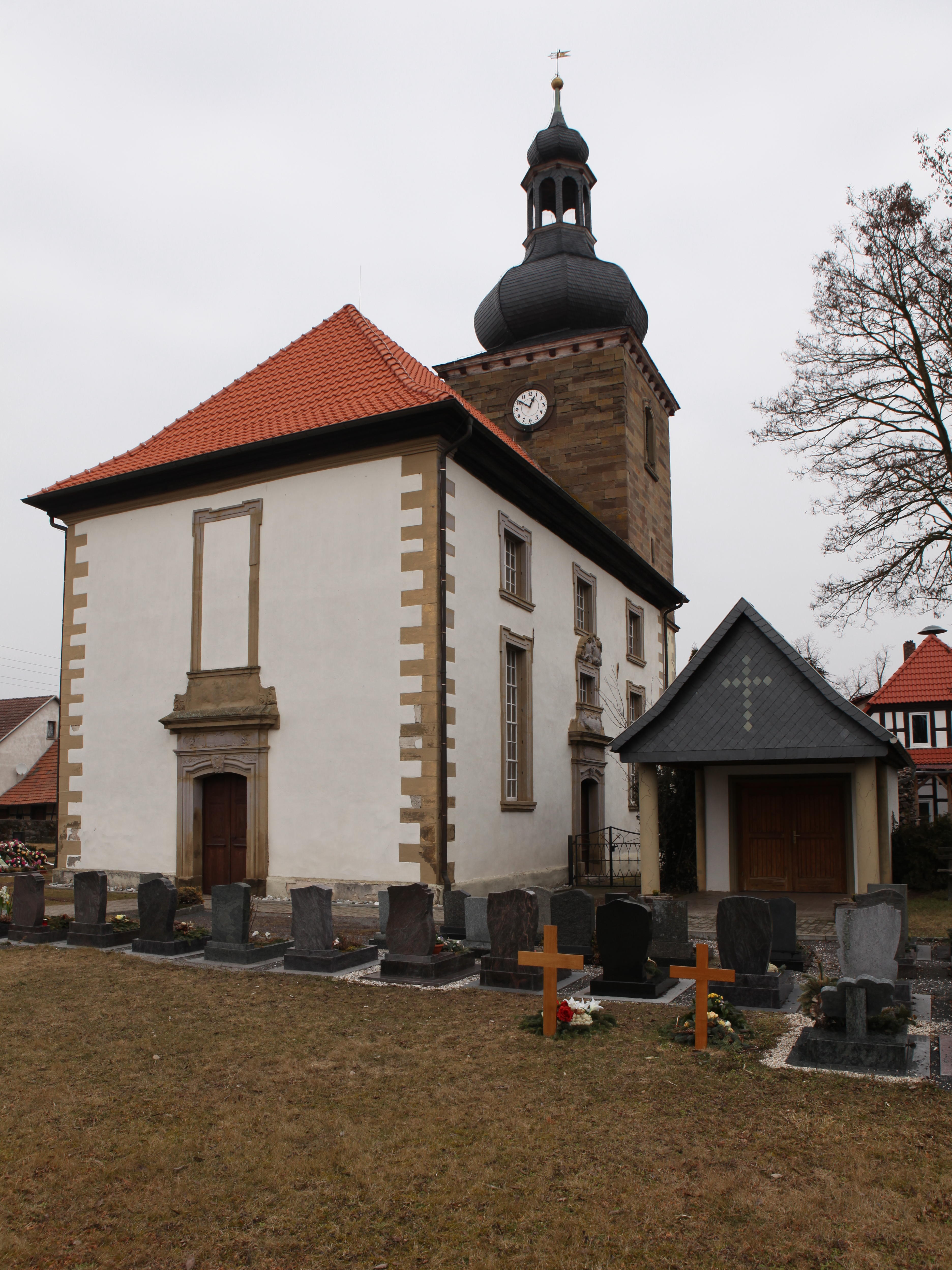
Linden
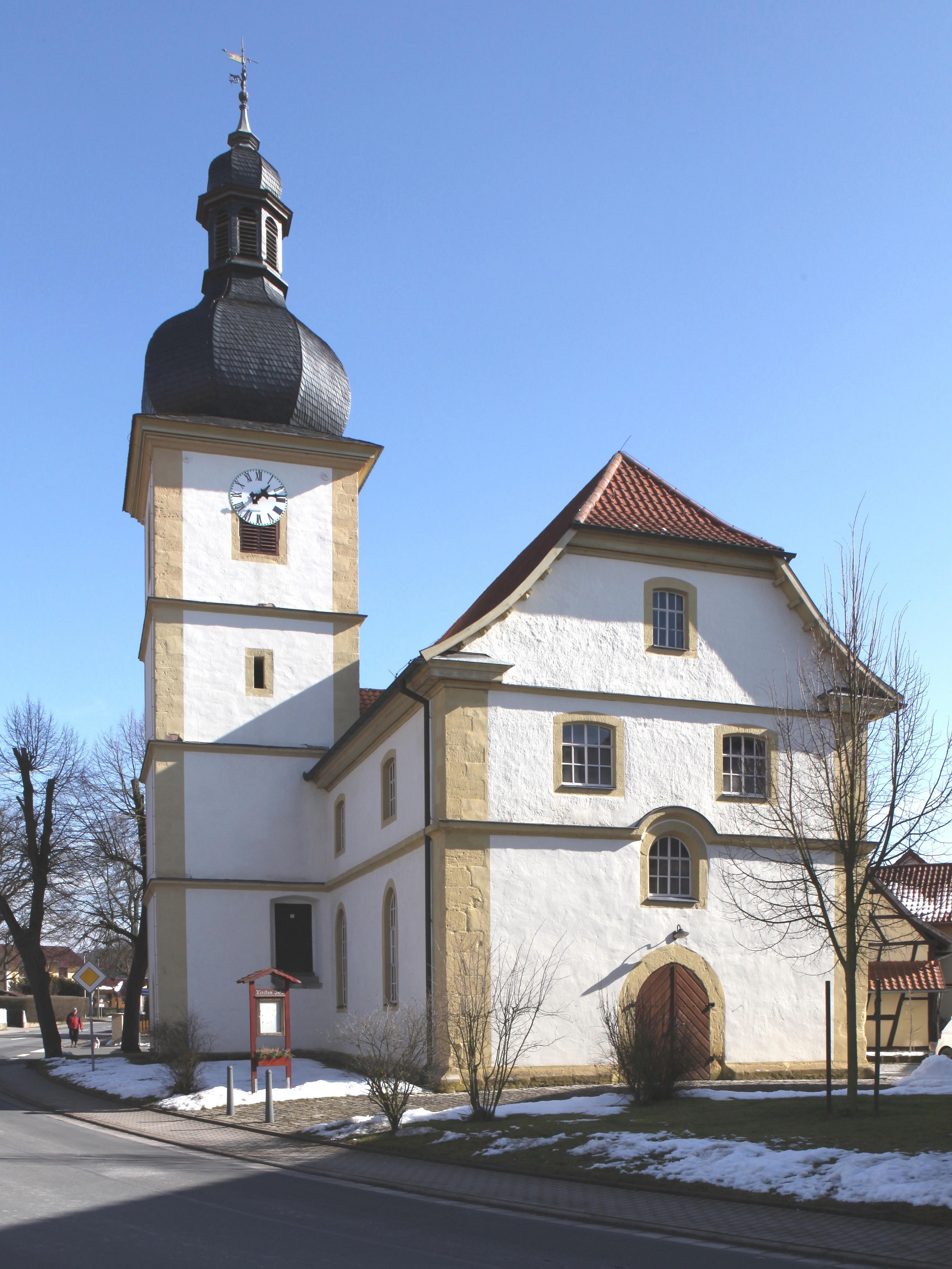
Seidingstadt
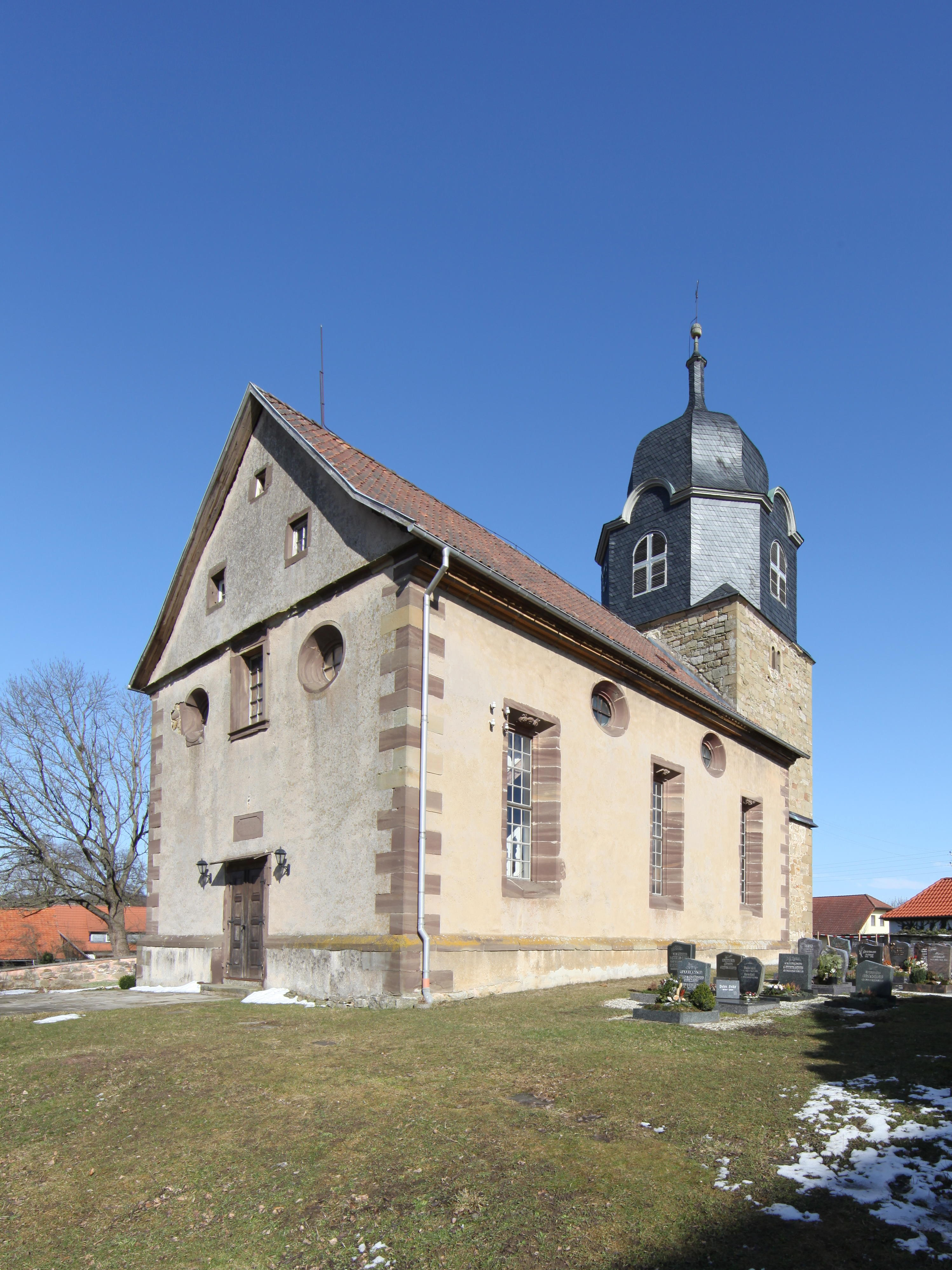
Stressenhausen
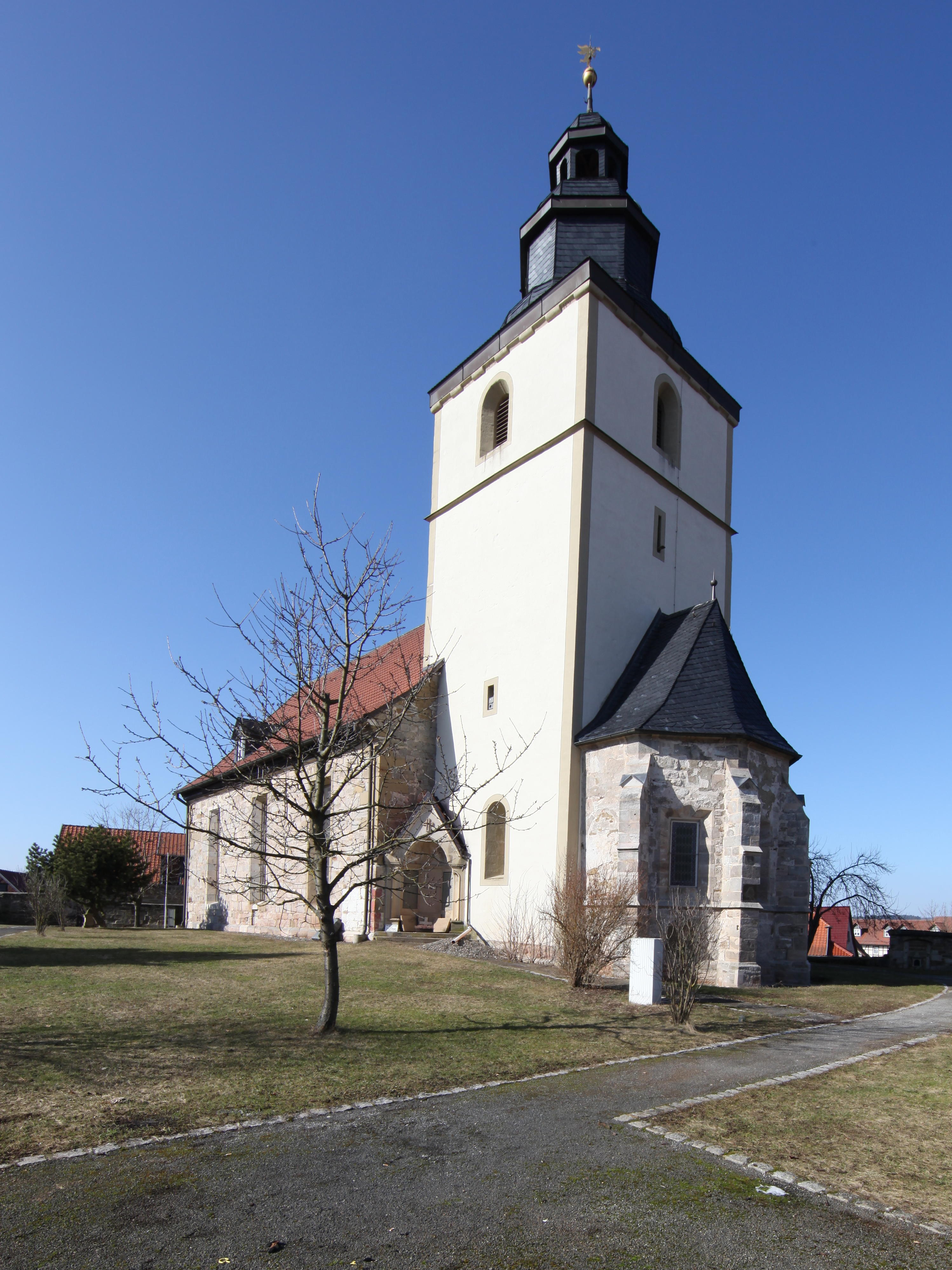
Streufdorf

Die Katholiken Straufhains gehören zum Pfarramt St. Leopold in Hildburghausen, Bistum Erfurt.

## Politik

### Gemeinderat
Der Gemeinderat von Straufhain besteht aus 14 Mitgliedern. Nach der Kommunalwahl am 26. Mai 2024 ergibt sich die folgende Zusammensetzung:
| Partei                               | Sitze |
| ------------------------------------ | ----- |
| FWG (Freie Wählergemeinschaft)       | 7     |
| CDU                                  | 2     |
| Oldtimerfreunde Straufhain e. V.     | 2     |
| BZH (Bündnis-Zukunft-Hildburghausen) | 2     |
| DIE LINKE                            | 1     |

## Wirtschaft und Infrastruktur

### Wasser und Abwasser
Die Gemeinde Straufhain ist Mitglied im Zweckverband „Wasser- und Abwasser-Verband Hildburghausen“ (WAVH), der für das gesamte Gemeindegebiet für die Trinkwasserversorgung zuständig ist. Die Abwasserbeseitigung für den Ortsteil Linden übernimmt jedoch die Stadt Römhild.